# Karl Moor (Maler)
Karl Moor (* 7. Dezember 1904 in Basel; † 25. Dezember 1991 ebenda) war ein Schweizer Maler.

## Leben und Werk

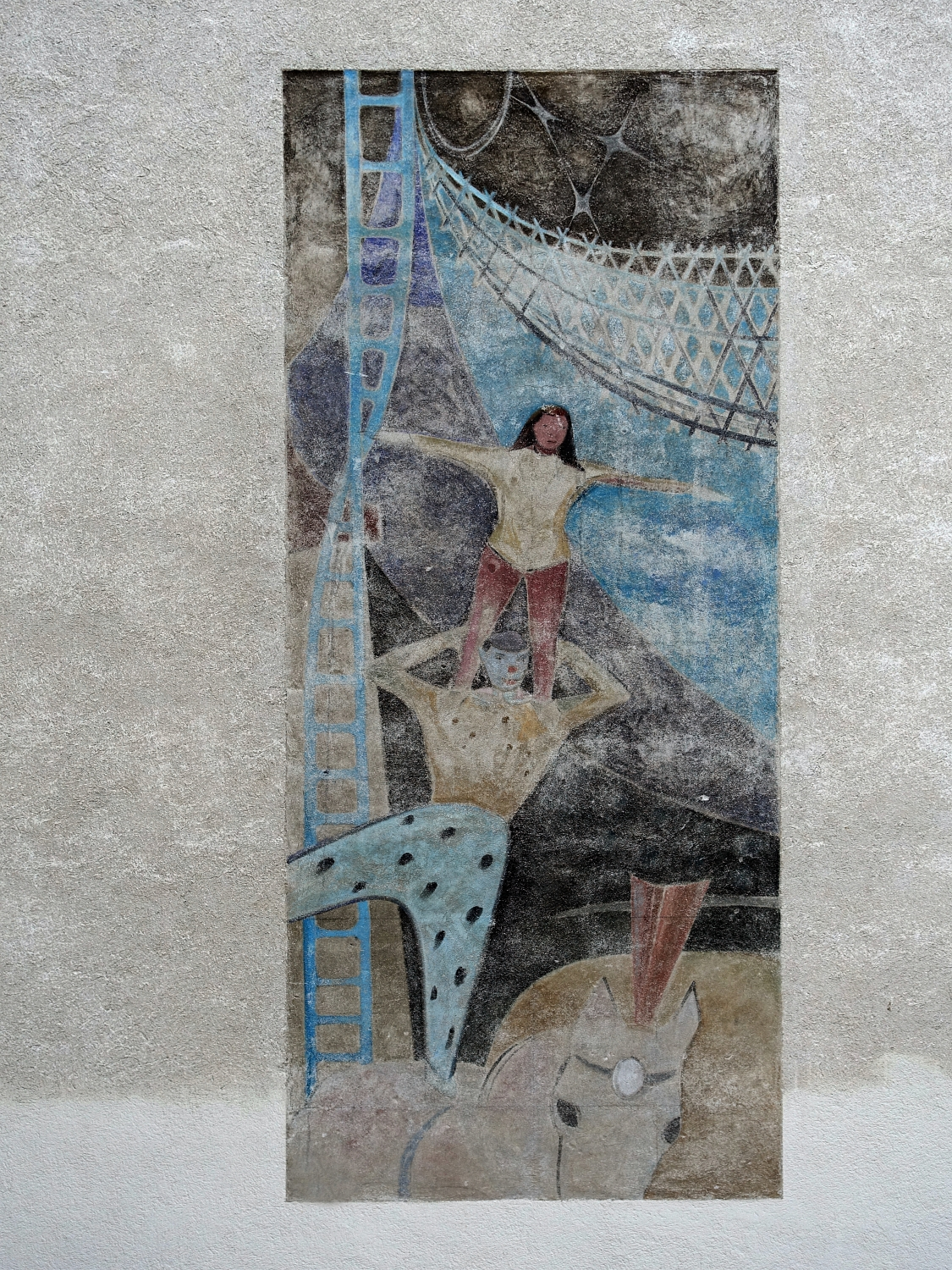
Wandbild 1934, Wettstein-Schulhaus, Basel

Karl Moor wuchs als Sohn eines Bahnhofportiers mit vier Geschwistern in einfachen Verhältnissen im Gundeldinger-Quartier auf. Er absolvierte eine Lehre zum Kaufmann und beschäftigte sich in seiner Freizeit mit Kunstbüchern, Monografien und besuchte Konzerte. Zudem fing er an zu malen und besuchte Abendkurse an der Allgemeinen Gewerbeschule Basel. 1924 zeigte er ein erstes Bild an der Weihnachtsausstellung der Kunsthalle Basel. 1925 entschied er sich für eine Künstlerlaufbahn und studierte ab 1928 bei Arnold Fiechter, Albrecht Mayer, Hermann Meyer und Alfred Soder.
Moor erhielt 1937, 1938 und 1939 ein Eidgenössisches Kunststipendium. Dies ermöglichte ihm Studienaufenthalte in Holland, Italien und Paris. Stilistisch gehörte er der «tonigen Basler Schule» an, liess sich jedoch auch vom Impressionismus inspirieren. Als Mitglied in der Sektion Basel der Gesellschaft Schweizerischer Maler und Bildhauer (GSAMBA) stellte er seine Werke in zahlreichen Gruppen- und in Einzelausstellungen in Galerien aus.

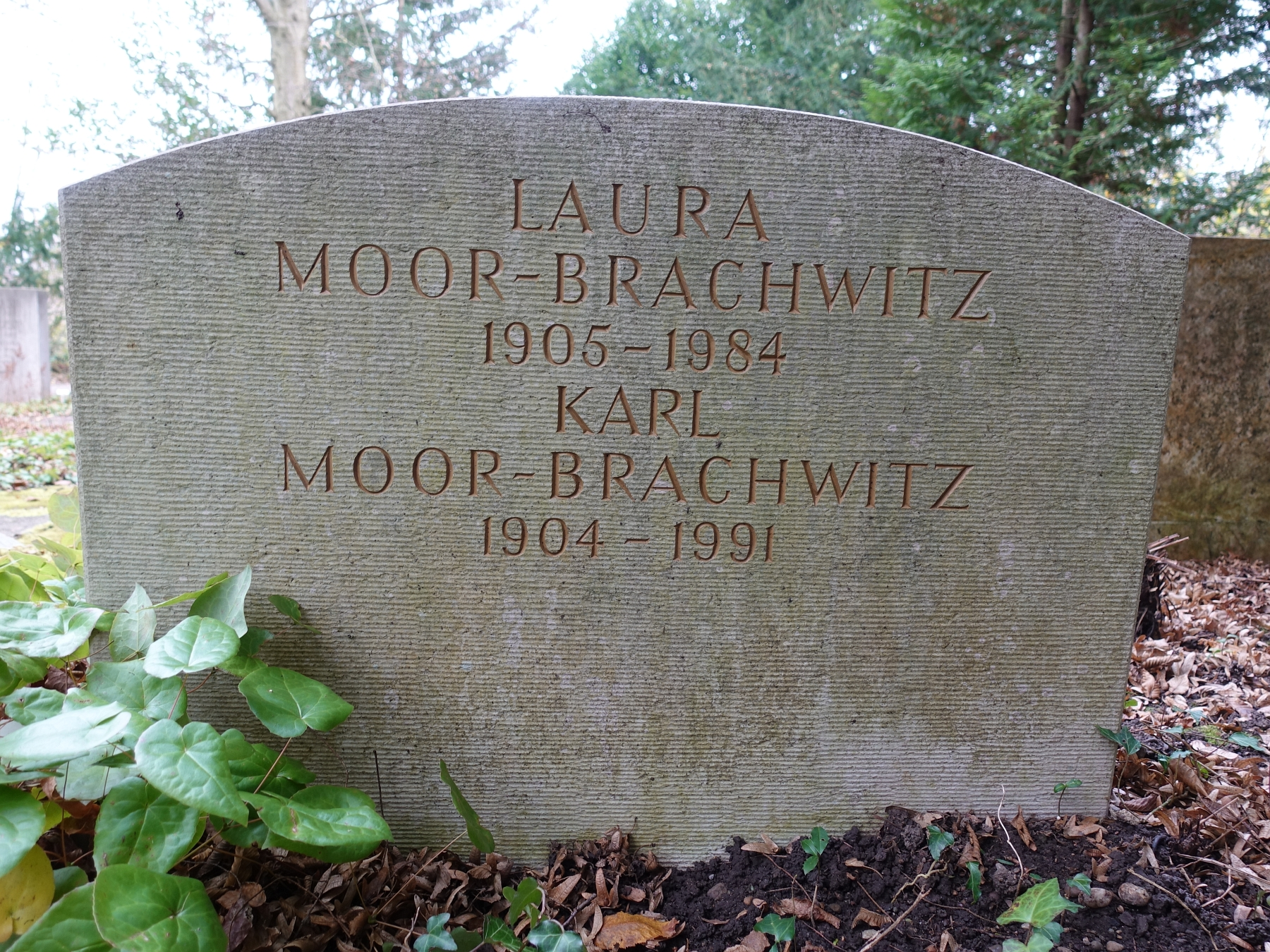
Grab auf dem Friedhof am Hörnli

In den 1930er-Jahren erhielt er zunehmend Aufträge des Kunstkredits Basel-Stadt. So schuf er 1933/1934 die Wandbilder im Dreirosen- und Wettstein-Schulhaus. Zudem begannen öffentliche Institutionen und Sammler seine Werke zu erwerben. 1955 schuf er zum vorgegebenen Thema der «vier Jahreszeiten» das Wandbild Herbst, Winter in der «Gartenhalle» des Bürgerspitals Basel, heute Restaurant des Universitätsspitals Basel. Die Künstlerkollegen Martin Alfred Christ, Ernst Baumann und Hans Stocker schufen die anderen Wandbildteile.
Karl Moor heiratete 1932 Laura, geborene Brachwitz (1905–1984). Zusammen hatten sie zwei Kinder, Maja (1933–2023) und Bernhard (1937–2016). Seine letzte Ruhestätte fand er auf dem Friedhof am Hörnli.